# Molophilus politonigrus
Molophilus politonigrus är en tvåvingeart som beskrevs av Evgenyi Nikolayevich Savchenko 1983. Molophilus politonigrus ingår i släktet Molophilus och familjen småharkrankar.
Artens utbredningsområde är Armenien. Inga underarter finns listade i Catalogue of Life.